# 1. divisjon 1951/52
Die Saison 1951/52 war die 13. Spielzeit der 1. divisjon, der höchsten norwegischen Eishockeyspielklasse. Meister wurde zum insgesamt dritten Mal in der Vereinsgeschichte Furuset Ishockey.

## Modus
In der Hauptrunde absolvierte jede der acht Mannschaften insgesamt sieben Spiele. Der Erstplatzierte der Hauptrunde wurde Meister. Für einen Sieg erhielt jede Mannschaft zwei Punkte, bei einem Unentschieden gab es einen Punkt und bei einer Niederlage null Punkte.

## Hauptrunde
Tabelle
|    | Klub                       | Sp | S | U | N | Tore  | Punkte |
| -- | -------------------------- | -- | - | - | - | ----- | ------ |
| 1. | Furuset Ishockey           | 7  | 5 | 1 | 1 | 39:16 | 11     |
| 2. | Gamlebyen                  | 7  | 4 | 1 | 2 | 31:13 | 9      |
| 3. | IL Mode                    | 7  | 4 | 1 | 2 | 25:19 | 9      |
| 4. | Stabæk IF                  | 7  | 3 | 3 | 1 | 21:22 | 9      |
| 5. | Allianseidrettslaget Skeid | 7  | 3 | 2 | 2 | 24:18 | 8      |
| 6. | Hasle                      | 7  | 2 | 1 | 4 | 14:33 | 5      |
| 7. | Tigrene                    | 7  | 1 | 2 | 4 | 18:21 | 4      |
| 8. | Løren                      | 7  | 0 | 1 | 6 | 8:36  | 1      |

Sp = Spiele, S = Siege, U = unentschieden, N = Niederlagen, OTS = Overtime-Siege, OTN = Overtime-Niederlage, SOS = Penalty-Siege, SON = Penalty-Niederlage